# Sîan James (artista)
Siân James (Llanerfyl, Gales, 24 de diciembre de 1961) es una cantante de música folk tradicional y arpista británica, aunque también la ha combinado con sonidos contemporáneos. Su nombre es uno de los más reconocidos de la música galesa tradicional en la actualidad.

## Biografía
Siân nació en el pueblo galés de Llanerfyl, en el condado de Montgomeryshire en una familia en el que muchos de sus miembros cantaban.
Desde pequeña empezó a formarse en música, empezó con el piano a los 6 años, el violín a los 8 y el arpa a los 11. A los 14 empezó a componer sus propias canciones y a interesarse por la música popular. 
Estudió música en la Universidad de Gales, en Bangor. 
Desde muy joven participó en “eisteddfodau” (festivales de literatura, música y teatro popular galés) locales, tocando el piano, el violín y, más tarde, el arpa. Siendo estudiante, comenzó a componer sus propias canciones y a arreglar temas de música tradicional galesa. Durante su época universitaria formó un grupo de folk con algunos compañeros de estudios, alcanzando gran popularidad.
En la actualidad, Siân enseña música en la Universidad de Gales donde estudió.  La Universidad le ha otorgado una beca de honor por la difusión de la cultura de su país.

## Trayectoria musical
Tras grabar varias maquetas, en 1990 comenzó su carrera discográfica con un disco titulado "Cysgodion Karma (Shadows Karma)", producido por Les Morrison, con una mezcla de canciones originales y tradicionales. 
En 1993 años más tarde fue publicado su segundo álbum "Distaw", para el cual utilizó letras de la poetisa y novelista Angharad Jones. En 1996 grabó su tercer disco titulado "Gweini Tymor (Serving a Season)", para el cual recopiló las canciones más importantes que había cantado desde niña. Su siguiente trabajo "Di-Gwsg", de estilo más contemporáneo fue producido por Ronie Stone, el cual había trabajado con artistas como Enya, Mansun o The Lotus Eaters.
En 1999 la cadena de televisión BBC2 le encargó un álbum llamado "Birdman" como banda sonora. Tras este trabajo fundó su propio sello discográfico en su casa rural de Gales, con el nombre de "Recordiau Bos Records" junto a su socio Gwyn Jones. Bajo este sello grabó "Pur" en 2001 y "Y Fersch o Bedlam (The Girl from Bedlam)", en 2005.
Aunque anteriormente grabó para los sellos discográficos Sain y BBC, ahora graba la mayor parte de su obra en un estudio casero en Llanerfyl para su propio sello, Bos.

## Discografía
- Cysgodion Karma (Sombras de karma) (1990)
- Distaw (Callado) (1993)
- Gweini Tymor (1996)
- Di-Gwsg (Desvelado) (1997)
- Birdman (Hombre-pájaro) (1999)
- Pur (Puro) (2001)
- Y Ferch o Bedlam (La chica de Bedlam) (2005)
- Cymun [Communion] (2012)